# Hannes Böhringer
Hannes Böhringer (* 21. Oktober 1948 in Hilden im Rheinland) ist ein deutscher Philosoph und Hochschullehrer, der sich mit moderner und zeitgenössischer Kunst und Architektur befasst. Dies verbindet er mit einer Phänomenologie des Alltags in einer Reflexion auf Worte, Handlungen und Gegenstände.

## Leben
Böhringer studierte Philosophie, Geschichte, Kunstgeschichte und Soziologie an den Universitäten Münster, Heidelberg und Bochum. Von 1986 bis 1990 war er Mitherausgeber der Zeitschrift Daidalos und 2009 erhielt er den Moholy-Nagy-Preis. Er nahm Gastprofessuren in Paris, Budapest und Madison (Wisconsin) wahr und lehrte bis 2012 an der Hochschule für Bildende Künste Braunschweig. Zurzeit lebt er in Berlin.

## Schriften (Auswahl)
- Leben im Dativ; Matthes & Seitz Berlin, Berlin 2021
- Notlösung. Kultur und Christentum; Merve Verlag, Berlin 2012
- Enger Spielraum. Über Bauen und Vorbauen; Wilhelm Fink Verlag, Paderborn 2010
- Harte Bank. Kunst Philosophie Architektur; Merve Verlag, Berlin 2004
- Auf der Suche nach Einfachheit. Eine Poetik; Merve Verlag, Berlin 2000
- Auf dem Rücken Amerikas. Eine Mythologie der neuen Welt im Western und Gangsterfilm; Merve Verlag, Berlin 1998
- Was ist Philosophie? Sechs Vorlesungen; Merve Verlag, Berlin 1993
- Begriffsfelder. Von der Philosophie zur Kunst; Merve Verlag, Berlin 1985
- Bernhard Groethuysen: vom Zusammenhang seiner Schriften; Agora-Verlag, Berlin, 1978